# Tauchkolbenmotor

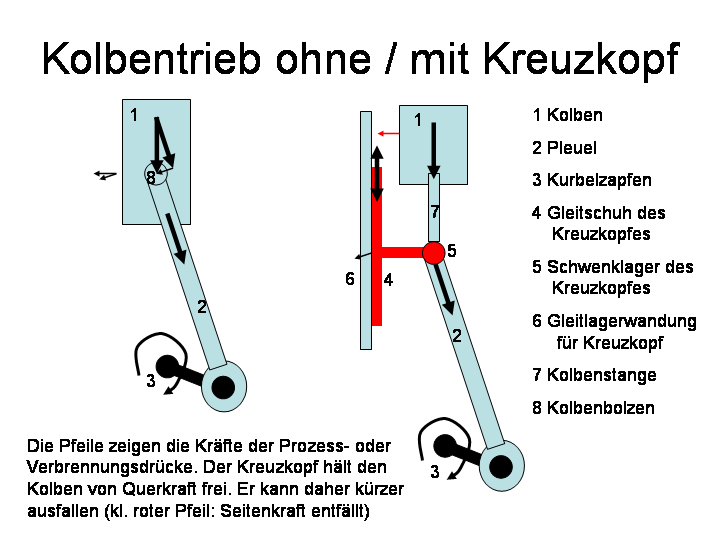
Tauchkolben vs. Kreuzkopf

Der  Tauchkolbenmotor ist ein Verbrennungsmotor (Diesel- oder Ottomotor), bei dem der Kolben über den Kolbenbolzen und die Pleuelstange direkt mit der Kurbelwelle verbunden ist, im Gegensatz zum Kreuzkopfmotor. Bei großen Hüben muss beim Tauchkolben auch das Pleuel adäquat verlängert werden, um die Seitenkräfte des Kolbens und die Winkelbewegungen des Pleuels im Zylinder zu verringern. Bei großvolumigen, langhubigen Motoren wird daher ein zwischengeschalteter Kreuzkopf bevorzugt.